# Ситниково (Тюменская область)
Ситниково — село в Омутинском районе Тюменской области, центр Ситниковского сельского поселения.

## География
По территории села протекают реки Голодиха и Солоновка.

## История
Официальная дата основания — 1800 год. Однако, имеются сведения, что село основано в 1775 году.
Деревня Ситникова при речке Солоновке (название речки подмечено первопроходцами, видевшими её исток, проходивший через солончаки) возникла в XVIII веке. С 1843 года — село Ситниковское, административно относилось к Усть-Ламенской волости Ишимского округа Тобольской губернии.
В 1910 году Ситниковское получило статус волостного центра. К этому времени здесь имелись церковно-приходская школа, хлебозапасный магазин, винная лавка, три торговых лавки, 12 ветряных мельниц, маслодельня, три кузницы, пожарный сарай, земская станция. В 1915 году в селе было открыто кредитное товарищество.
В 1920-х годах в селе Ситниковском Ламенского района Ишимского округа Уральской области размещались сельсовет, школа I ступени, кооператив.
В начале 2010-х годов в Ситниково действовали средняя общеобразовательная школа, молочно-консервный комбинат, сельскохозяйственные предприятия

## Храм во имя великомученицы Екатерины Александрийской
Первая церковь во имя великомученицы Екатерины Александрийской в Ситниково упоминается в документах 1760 года. Новая деревянная церковь была перенесена прихожанами из села Усть-Ламенского в 1844 году.
Ситниковский приход при храме великомученицы Екатерины Александрийской был открыт, очевидно, в 1843 году и находился в ведении Тобольской кафедры. Ликвидирован в годы советской власти, храм утрачен.

## Население
| 2010 |
| ---- |
| 2003 |

1794 — 68 дворов
1868 — 65 дворов, 572 человека
1893—100 дворов, из них 98 крестьянских, 1833 человека
ок. 1910—932 человека
1926—143 хоз-ва, 733 человека